# Relíquia
|  | Per a altres significats, vegeu «Relíquia (desambiguació)». |

En la religió, una relíquia és una part del cos d'un sant o una persona venerada, o bé un altre tipus d'objecte religiós antic, acuradament conservada amb la finalitat de venerar-la o com un monument tangible. Les relíquies són un aspecte important d'algunes formes de budisme, cristianisme, hinduisme, xamanisme, i en moltes altres religions.
La paraula ve del llatí reliquiae, que significa "roman" o "alguna cosa es quedi enrere" (la mateixa arrel de renunciar). Un reliquiari és un recipient que alberga una o diverses relíquies religioses.
En la litúrgia catòlica relíquia és una resta d'un sant que ha estat homologada com a autèntica i venerable a la qual els creients sovint atribueixen poders miraculosos.

## Psicologia social

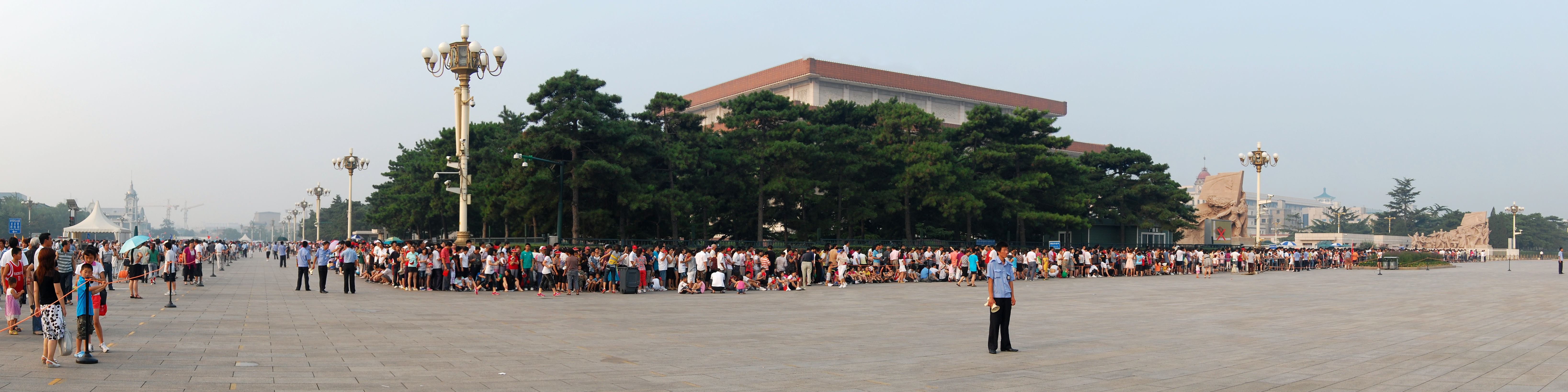
Cua al mausoleu de Mao Zedong

La veneració d'una relíquia d'una persona estimada o admirada sembla respondre a una necessitat de permanència de l'objecte per a l'home. En totes les cultures se'n troben traces. Els Romans veneraven el bastó de Ròmul, els grecs antics el cap d'Orfeu, soldats i amants de totes les èpoques porten un medalló amb cabells d'un ésser amat. A tot arreu hi ha arbres al qual tal emperador va fixar el cavall o cambres en les quals tal rei va dormir, etc. Els aficionats d'artistes o d'esportistes veneren una samarreta. També els règims ateistes tenen els seus reliquiaris com en testimonien els mausoleus dels presidents de partits a la Xina i a l'antiga URSS. Es conserva la ploma amb la qual es va signar un tractat important. El fenomen sembla de tots el temps i de totes les cultures.

## Cristianisme

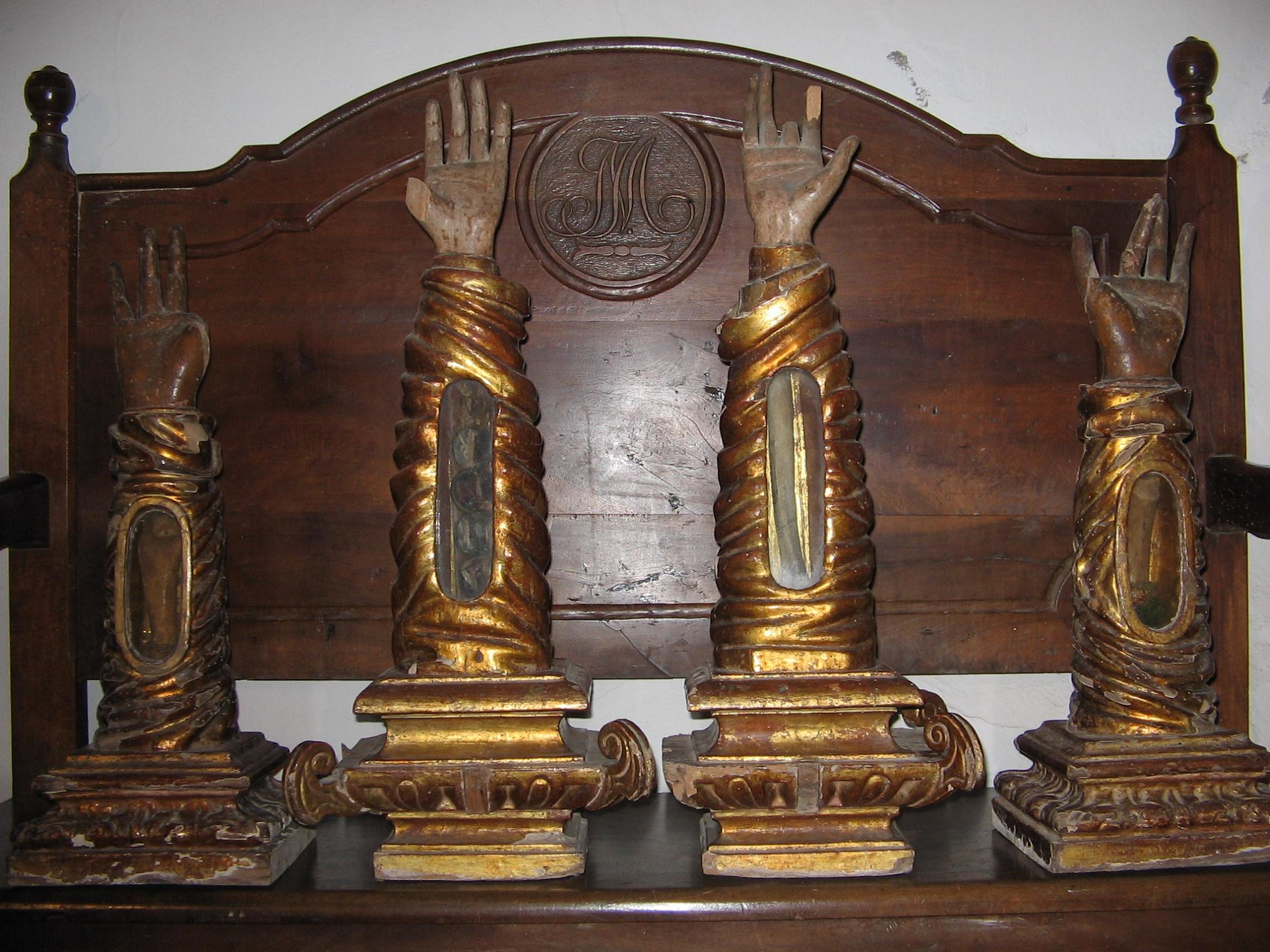
Reliquiari de l'església de Sant Pere a Ayerbe

### Història de les relíquies catòliques
La història de les relíquies catòliques comença amb la mort de Jesús de Natzaret però té etapes ben definides marcades per fets de la jerarquia eclesiàstica però també de la devoció popular entre els cristians.
Els primers sants que van rebre culte durant el Cristianisme van ser els màrtirs que van morir durant les grans persecucions imperials romanes. Al segle v els bisbes van transportar les relíquies a llocs especials, en moltes ocasions a esglésies fetes amb la finalitat de guardar-les. A partir del segle xii els pontífex van passar a tenir el dret exclusiu de canonitzar als "servents de Déu". Es van sacralitzar les relíquies dels sants, que van arribar a ser patrons per a àmplies capes de població, així com protectors per als mals del món. Les relíquies ajudaven als cristians a notar la seva presència. D'aquesta manera el sant es va convertir, més que en un model, en un intercessor. Aquest fet facilitava la cristianització al voltant dels indrets on es guardaven les relíquies. Mentre els joglars cantaven les vides dels sants, els clergues dels santuaris amb les relíquies publicaven recopilacions d'històries de miracles aconseguits per les relíquies que guardaven. A partir del segle x a la festa dels sants es va incloure la lectura d'històries de les seves vides i els sermons n'explicaven els prodigis. Al segle xiii el frare dominic Jacob de Voràgine en va recopilar moltes al seu llibre "La llegenda daurada".
El culte medieval a les relíquies no només es va interessar pels cossos fragmentats, sinó també pels objectes que havien estat en contacte amb la divinitat com el sant calze, el sant vel, fragments de la vera creu, arribant a vegades a una llarguíssima llista de relíquies de procedència dubtosa, com la palla del pessebre del naixement, el prepuci o el llit del nen Jesús. La pietat a les relíquies, a vegades propera a la superstició pels seus poders suposadament curatius, va ser objecte d'atacs dels cristians reformats, però també una preocupació de la Contrarreforma i del Concili de Trento, que va intentar regular-ne el culte. Aquest fet va reforçar-ne el culte, va fomentar els viatges d'expedicionaris a Terra Santa i va fer que els reis es mostressin interessats a tenir-ne moltes. Per exemple, Felip II arribà a tenir 507 reliquiaris amb 7.422 relíquies.
A la recta final del Concili de Trento, cap al març del 1563, es va reafirmar clarament el culte de les relíquies, que havia estat posat en dubte pels protestants. "Els fidels han de venerar els sants cossos dels sants màrtirs i d'altres que viuen amb Crist, que foren membres vius de Crist i temple de l'Esperit Sant, per qui han de ressuscitar a la vida eterna a fi de ser glorificats [...]. Han de ser absolutament condemnats, com antiquíssimament van ser condemnats, i ara també condemna l'Església, els qui afirmen que no s'han d'honorar ni venerar les relíquies dels sants."

### Classes de relíquies catòliques
L'església catòlica defineix tres classes de relíquies:
- Primera classe
  - ex pilis (llatí), de cabells
  - ex carne (llatí), de carn: peces del cos, sovint venerades per les malalties d'aquesta part del cos humà
  - ex ossibus (llatí), d'un tros d'os
- Segona classe
  - ex vestibus (llatí), de vestits
- Tercera classe
  - a contactu (llatí), pel contacte: tots els objectes que van estar en contacte amb el sant: els claus de la creu, el llit de mort, el breviari…
  - ex capsa (llatí), del taüt: un cas especial de relíquia a contactu

### Homologació

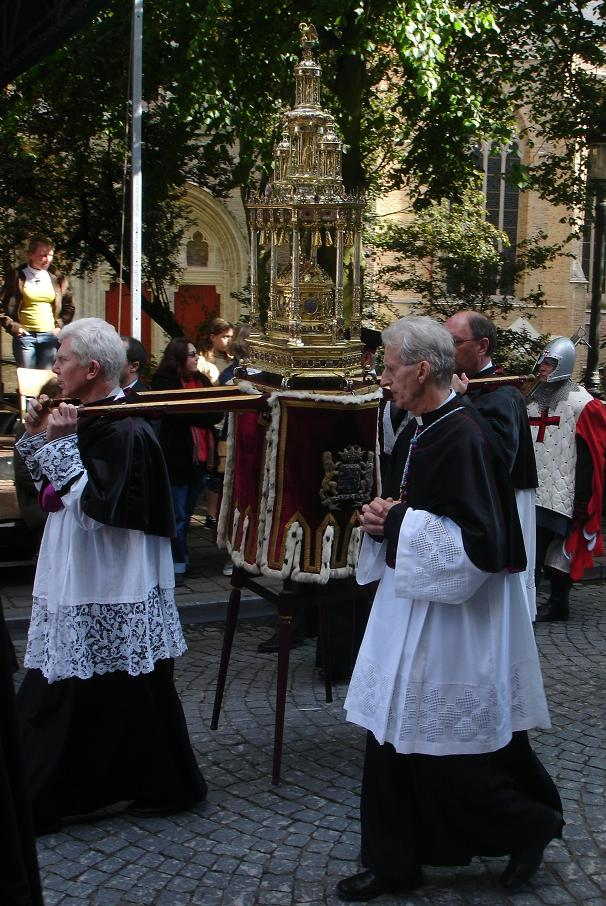
L'escriny de la sang de Jesús de Natzaret a Bruges

A l'edat mitjana, una església que posseïa una relíquia popular, treia molts recursos econòmics gràcies a les donacions dels pelegrins. De vegades, congregacions i jerarques es robaven relíquies. Els guerrers que tornaven de les croades, també van organitzar un comerç lucratiu. Van aflorar moltes relíquies de dubtosa procedència en una barreja de fe, superstició, mercantilisme i animisme per atreure els seus aficionats. Van inspirar molt artistes en crear reliquiaris que eren sovint obres esplèndides d'orfebreria. A l'entorn de les relíquies van construir-se esglésies i van organitzar-se processons i rituals amb l'objectiu d'obtenir la intervenció del sant venerat per a tota mena de problemes i malalties. La seva veneració en dates precises i amb precs i donacions apropiades, també va permetre l'obtenció d'indulgències o la reducció del temps que el creient havia d'estar-se al purgatori.
Sota les crítiques del protestantisme, l'església catòlica va reorganitzar el procediment. Des d'aleshores el comerç de relíquies es va prohibir (canon 1190) i només es paga per al procediment i els documents de l'homologació, que va esdevenir un càrrec de la Congregazione delle Indulgenze e sacre Reliqui.

### Relíquies
- Corona d'espines
- Llança Sagrada
- Sant Prepuci
- Veracreu
- Sants sudaris: (de Torí, d'Oviedo).

## Islam
El temple Hazratbal de Srinagar, a la India, una zona musulmana enmig d'una població majoritàriament hindú, conté un cabell de Mahoma, que preserva permanentment l'exèrcit indi, ja que en una ocasió va ser robat. A Turquia es conserva l'estendard sagrat i la túnica de Mahoma. També es conserva l'última empremta de Mahoma en aquest món a sota una cúpula daurada de la mesquita de la Roca de Jerusalem.

## Budisme
El budisme també preserva i venera les relíquies de Buda. El temple o pagoda de Shwedagon de Myanmar, també anomenat Birmània, es va construir per tal de protegir vuit cabells de Buda. Les parets del temple estan folrades de milers de làmines d'or, i la cúpula de 5.000 diamants i 2.000 rubís.